# Herbert Kleinewefers
Herbert Kleinewefers (* 10. April 1909 in Krefeld; † 18. August 2006) war ein deutscher Jurist und Richter am Bundesgerichtshof.

## Leben
Der katholisch getaufte, gebürtige Krefelder Herbert Kleinewefers, Sohn des Ingenieurs Adolf Kleinewefers und der Maria Kleinewefers, geborene Kamp, nahm nach dem Abitur das Studium der Rechts- und Staatswissenschaften an der Rheinischen Friedrich-Wilhelms-Universität Bonn und der Ludwig-Maximilians-Universität München auf, das er mit der Promotion zum Dr. jur. abschloss.
Herbert Kleinewefers wurde nach diversen beruflichen Einsätzen 1951 zum Bundesrichter am Bundesgerichtshof in Karlsruhe ernannt, 1963 schied er aus dieser Funktion aus. Im Anschluss übernahm er das Amt des Präsidenten des Oberlandesgerichts Koblenz. Herbert Kleinewefers, dessen Arbeitsschwerpunkt dem Versicherungsrecht galt, trat insbesondere als Verfasser zahlreicher  Beiträge zum Arzthaftungs- und Verkehrsrecht hervor.
Herbert Kleinewefers heiratete 1938 die Rechtsanwältin Dr. jur. Anneliese, geborene Rody. Er verstarb im Sommer 2006 im hohen Alter von 97 Jahren. Herbert Kleinewefers war der Neffe des Begründers der Krefelder Maschinenfabrik Johann Kleinewefers Söhne, Johannes Kleinwefers, und der Cousin von Paul Kleinewefers.

## Publikationen
- Zwangshaftpflichtversicherung für Kraftfahrzeughalter. Leopold, Bonn a. Rh., 1938
- zusammen mit Hans Eberhard Rotberg, Karlheinz Boujong, Walter Wilts: Kommentar zum Gesetz über Ordnungswidrigkeiten. 4. Auflage, F. Vahlen, Berlin, 1969
- Zur zivilrechtlichen Haftung des Arztes : (mediz. Fehler und Aufklärungspflicht); [Teil 1]. Deutscher Ärzte-Verlag, Köln, 1980
- Zur Aufklärung des Patienten. in: Versicherungsrecht, 32, H. 5. Verlag Versicherungswirtschaft e. V., Karlsruhe, 1981, S. 99–104.
- Gutachterstelle sowie ärztliche Sorgfalts- und Aufklärungspflichten. in: Versicherungsrecht, 37, H. 45. Verlag Versicherungswirtschaft e. V., Karlsruhe, 1986, S. 1140–1148.